# 本山修験宗

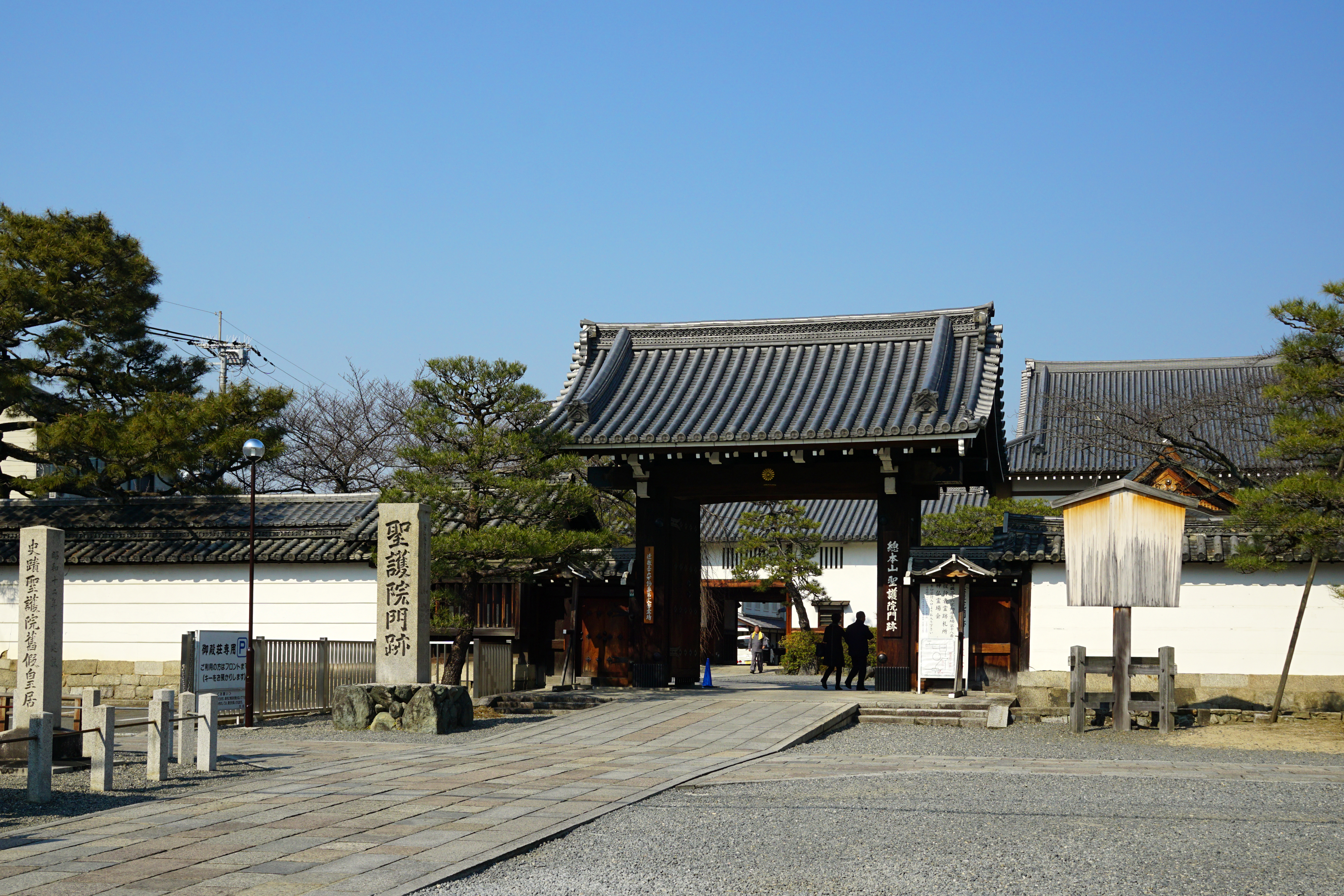
聖護院

本山修験宗（ほんざんしゅげんしゅう）は、天台宗の流れをくむ修験道の一派。聖護院を総本山とする。

## 概要
修験道の包括宗教法人である。開祖は「役行者神変大菩薩(じんべんだいぼさつ)」としている。
本山修験宗は神社も包括しており宗教法人格を有する神社も4社属している。